# بوكيمون أسطورة: ز-أ
بوكيمون أسطورة ز-أ (بالإنجليزية: Pokémon Legends: Z-A‎؛ باليابانية: ポケモンレジェンズゼットエー) هيَ لعبة من الجيل التاسِع لبوكيمون أعلنت في فبراير 2024، سوف تصدر في عام 2025 من تطوير شركة غيم فريك وَنشر نينتندو وَ ذا بوكيمون كومباني. تدور أحداث بوكيمون أسطورة ز-أ في قرية لوميوس في كالوس المستلهمة من مدينة باريس، كما حصلَ معَ بوكيمون إكس واي، بوكيمون أسطورة ز-أ هيَ ثاني جزء من سلسلة ليجندز ، أول جزء كان بوكيمون ليجيندز: آركياس.

## القصة
ستدور أحداث اللعبة في منطقة كالوس التي يقع مقرها في فرنسا وتم تقديمها لأول مرة في لعبة بوكيمون إكس واي عام 2013.  وفقًا للمقطع الترويجي الخاص بها، تم تعيينها أثناء مشروع تجديد حضري في قرية لوميوس، التي تعتمد على باريس ،  مع توضيح نينتندو لاحقًا أنها ستحدث بالكامل داخل قرية لوميوس. 

## التطوير
في 27 فبراير 2024، تم الإعلان عن بوكيمون أسطورة ز-أ خلال عرض تقديمي لنينتندو دايركت مع اعلان لعام 2025.  في نهاية المقطع الدعائي، كان من الممتع أيضًا عودة خاصيّة Mega Evolution، التي تم تقديمها لأول مرة في بوكيمون إكس واي.  يتم تطوير بوكيمون أسطورة ز-أ من طرف غيم فريك . 

## الوصلات الخارجية
- الموقع الرسمي (أمريكا الشمالية)
- الموقع الرسمي (اليابان)